# Bienville
Bienville är en kommun i departementet Oise i regionen Hauts-de-France i norra Frankrike. Kommunen ligger i kantonen Compiègne-Nord som tillhör arrondissementet Compiègne. År 2022 hade Bienville 489 invånare.

## Befolkningsutveckling
Antalet invånare i kommunen Bienville
| Referens: INSEE |